# Anno 2670 - Ultimo atto
Anno 2670 - Ultimo atto (Battle for the Planet of the Apes) è un film del 1973 diretto da Jack Lee Thompson. Rappresenta il quinto e ultimo episodio della serie cinematografica inaugurata nel 1968 con Il pianeta delle scimmie.
Il film si colloca narrativamente dieci anni dopo 1999: conquista della Terra (1972), circa duemila anni prima degli eventi del primo film della saga. Come il precedente capitolo, il titolo italiano non rispecchia la linea temporale effettiva in cui viene narrata l'intera vicenda.

## Trama
Nel 2670, in Nord America, un orango che si fa chiamare "Il Legislatore" (già accennato nel primo film come la più grande scimmia che dettò le leggi) racconta gli avvenimenti accaduti all'incirca dieci anni dopo la rivolta delle scimmie, nel 1991.
Nel 2001, lo scimpanzé Cesare cerca di pacificare i suoi simili con gli umani sopravvissuti, dato che la loro guerra aveva ormai ridotto la Terra in un desolato scenario post-apocalittico. Nel frattempo, egli si è sposato con la scimpanzé Lisa, dalla quale ha avuto un figlio, Cornelius, in onore del defunto padre. Cesare è rammaricato di non aver mai avuto l'occasione di conoscere i suoi genitori, finché il suo alleato umano MacDonald, fratello di quello incontrato nel film precedente, deceduto nella guerra, gli rivela l'esistenza delle loro registrazioni che parlavano di fatti che sarebbero avvenuti nel futuro; gli archivi dove si trovavano tali filmati erano situati nella "Città Proibita", zona ormai irradiata dalle radiazioni. Portandosi un contatore Geiger, i due partono per la Città Proibita in compagnia dell'orango Virgilio, il più intelligente del villaggio. A destinazione raggiunta, il gruppo si mette a guardare le registrazioni di Cornelius e Zira che parlavano del futuro, e Cesare scopre infine le motivazioni per cui gli uomini avevano tentato accanitamente di uccidere lui e i suoi genitori: nel lontano futuro, anno 3950, i gorilla avrebbero distrutto la Terra (il futuro del primo film, dove sarebbe giunto Taylor conoscendo i genitori di Cesare: Cornelius e Zira). Virgilio afferma però che la registrazione parla solo di uno dei possibili futuri, e che, in base alle proprie scelte che si fanno, si può cambiare il proprio destino; avendo scoperto la verità sul futuro della Terra, il trio ha ora dunque la speranza che gli eventi si possono cambiare. Cesare vorrebbe studiare di più i nastri, ma i tre vengono improvvisamente attaccati da un gruppo di uomini sfregiati dalle radiazioni, guidati dall'ispettore Kolp, autoproclamatosi governatore in seguito alla morte di Breck, anch'egli caduto durante la guerra nucleare.
In seguito Cesare e il suo gruppo riescono a tornare al villaggio delle scimmie. Kolp invia due esploratori per scoprire la loro posizione, convinto che il gruppo di Cesare fosse giunto alla Città Proibita per spiarli; il suo assistente mutante Méndez pensa invece che non avessero cattive intenzioni e che vadano lasciati in pace, ma Kolp lo ignora e dichiara guerra alle scimmie. Lisa è preoccupata del perché suo marito Cesare abbia riunito d'urgenza un consiglio per prepararsi a una guerra, ed egli replica di averlo fatto perché non c'era altra scelta; avendo visto i mutanti della Città Proibita, ha capito che le radiazioni hanno fatto impazzire le loro menti. Di notte Cornelius esce di casa mentre cerca di recuperare Ricky, il suo scoiattolo domestico, che era salito su un albero; sotto di esso il giovane scimpanzé ode una cospirazione, capeggiata dal gorilla Aldus (lo stesso che, secondo il racconto di Cornelius, avrebbe dato origine alla sommossa delle scimmie sugli umani oppressori, prima del cambiamento della storia per la presenza di Cesare. Nel futuro di Cornelius e Zira, il generale dei gorilla possiede anch'egli il medesimo nome, indicando che possa essere un lontano discendente di Aldus). Cornelius viene scoperto dai gorilla e così Aldus, nel tentativo di ucciderlo per non far trapelare i suoi piani, lo fa intenzionalmente cadere tagliando il ramo sul quale il giovane si era nascosto, e Cornelius muore in seguito alla caduta. Intanto i suoi gorilla si scontrano con gli umani di Kolp aprendo il fuoco per primi; catturatili, Aldus ordina quindi ai suoi soldati di saccheggiare le loro armi e munizioni. Nel frattempo, la notizia della morte del figlio Cornelius fa soffrire Cesare precipitandolo in un profondo lutto.
In quell'istante le forze di Kolp si ribellano e attaccano la città delle scimmie, uscendo vittoriose dal combattimento che segue. Cesare resta accerchiato e Kolp si avvicina per finirlo, ma proprio allora le scimmie, che avevano finto di morire, al momento giusto contrattaccano e catturano la maggior parte dei mutanti. Kolp e i mutanti che cercano di fuggire vengono abbattuti dalle forze di Aldus, il quale dichiara poi di voler sterminare ogni prigioniero; quando Cesare si oppone, Aldus minaccia di uccidere anche lui se osa proteggerli, e si tradisce inconsapevolmente. Rammentando che Mcdonald aveva fatto un sopralluogo nel posto in cui avevano ritrovato Cornelius, e che aveva trovato un ramo che aveva dei segni tagliati con una spada, Virgilio capisce infine che il responsabile della morte del figlio di Cesare è Aldus, dichiarandolo pubblicamente di fronte a tutti i presenti. Scioccate, tutte le scimmie comprendono che Aldus ha infranto il diritto sacro più importante della loro civiltà: "Una scimmia non ucciderà mai una scimmia". Accecato dalla furia, Cesare segue Aldus su per un alto albero e lo uccide facendolo precipitare, come il gorilla aveva fatto con suo figlio. Libera poi gli umani, ma Mcdonald chiede che da quel momento tutti quanti gli uomini siano trattati come eguali e che si può vivere insieme rispettandosi a vicenda. Virgilio stesso ricorda a Cesare che nonostante gli uomini possano essere di natura distruttiva, Aldus, una scimmia come loro, ha dimostrato di non essere diverso, e che la società delle scimmie può essere spregevole quanto quella degli uomini che un tempo le sfruttavano come schiave. Cesare ringrazia Virgilio per la sua saggezza e Lisa incoraggia il marito a guardare al futuro poiché è un re buono e altrettanto saggio. Le scimmie e gli esseri umani decidono così di convivere l'uno con l'altro iniziando una nuova società.
Il Legislatore termina di raccontare la storia di Cesare, avvenuta 600 anni prima, a un gruppo di giovani scimmie e bambini. "Stiamo ancora aspettando, figli miei, ma guardando le scimmie e gli umani, che vivono in amicizia, in armonia e in pace da seicento anni dopo la morte di Cesare, possiamo dire di aspettare sperando nel futuro", dice. Uno dei bambini gli domanda: "Grande saggio, chi conosce il futuro?" e il Legislatore risponde: "Forse... Soltanto i morti". Il film si chiude con un primo piano della statua di Cesare, che (forse prevedendo ciò che avverrà tredici secoli dopo) versa una lacrima da un occhio.

## Accoglienza

### Critica
La critica ha stroncato il film, giudicandolo il peggiore della serie, già povero sul piano delle idee, altrettanto nella fase di realizzazione.